# Lista över svenska kavalleriförband
Detta är en lista över svenska militära förband tillhörande kavalleriet.
Förband som fortfarande existerar är markerad med fet text.

## Kavalleriregementen
- K 1 Livgardet till häst (1806–1927)
- K 1 Livregementet till häst (1928–1949)
- K 1 Livgardesskvadronen (1949–1975)
- K 1 Livgardets dragoner (1975–1985, 1994–2000)
- K 2 Livregementets dragoner (1791–1927)
- K 2 Skånska kavalleriregementet (1928–1942, 1946–1952)
- K 3 Livregementets husarer (1893– )
- K 4 Smålands husarregemente (1822–1927)
- K 4 Norrlands dragonregemente (1928–1955, 1976–2004, 2021– ), omnumrerat från K 8 1928
- K 4 Norrlands dragoner (1955–1976)
- K 5 Skånska husarregementet (1807–1927)
- K 6 Skånska dragonregementet (1822–1927)
- K 7 Kronprinsens husarregemente (1882–1927)
- K 8 Norrlands dragonregemente (1893–1927), omnumrerat till K 4 1928
- K 9 Norrbottens kavallerikår (planerad men ej uppsatt)

- Adelsfanan (1571–1901)
- Adelsfanan i Bremen-Verden (Tyska adelsfanan)
- Adelsfanan i Estland och Ingermanland (1692-1710)
- Adelsfanan i Livland (1700-1710)
- Adelsfanan i Pommern (1690-1715)
- Aschebergska regementet (1674–1720)
- Blå (Putbusska) husarregemenetet (1762–1766)
- Bohusläns dragonbataljon (1679–1720)
- Bohus-Jämtlands kavalleribataljon (1661–1670)
- Bohusläns dragonregemente (1727–1776)
- Bohusläns kavalleri- och dragonregemente (1720–1727)
- Bohusläns kavallerikompani (1670–1674)
- Bohusläns lätta dragonregemente (1776–1791)
- Bremiska dragonregementet (1699-1715)[1]
- Bremiska kavalleriregementet (1700-1715)
- Cederströmska husarregementet (1816–1822)
- Dückers dragonregemente (1704-1709)[2]
- Estniska lantdragonerna
- Finska dragonerna (1686-1721)
- Finska lätta dragonkåren (1770–1772)
- Franska dragonregementet (1706-1709)
- Gula (Wrangelska) husarregementet  (1762–1766)
- Gröna dragonerna (1675–1679)
- Hornska husarregementet (1797–1801)
- Husarregementet (1766–1797)
- Husarregementet Konung Karl XV (1860–1882)
- Ingermanländska dragonregementet (1700-1710)
- Jämtlands hästjägarkår (1830–1893)
- Karelska dragonkåren (1743–1780)
- Karelska dragonregementet (1735–1743)
- Karelska dragonskvadronen (1724–1735)
- Karelska kavalleriregementet
- Konungens värvade husarregemente (1859–1860)
- Kronprinsens husarregemente (1822–1859, 1882–1927)
- Kunglig Majestäts drabanter (1675-1821)
- Kungliga jägarkåren till häst
- Livgardet till häst
- Livdragonregementet (1700-1721)
- Livdragonregementet (1721-1791)
- Livhusarregementet (1793–1797)
- Livländskt dragonregemente
- Livregementet till häst (1667–1791)
- Livregementets dragonkår (1815–1893)
- Livregementets husarkår (1815–1893)
- Livregementsbrigadens kyrassiärkår (1791–1815)
- Livregementsbrigadens lätta dragonkår (1791–1815)
- Lätta dragonerna av livgardet (1772–1793)
- Lätta livdragonregementet (1797–1806)
- Mörnerska husarregementet  (1801–1816)
- Norra skånska kavalleriregementet (1686–1801)
- Nylands lätta dragonkår (1803–1805)
- Nylands lätta dragonregemente (1805–1809)
- Nylands och Tavastehus läns fördubblingskavalleri
- Nylands och Tavastehus dragonregemente (1721–1791)
- Nylands och Tavastehus läns kavalleriregemente (1632–1721)
- Pommerska dragonregementet (1703-1715)[3]
- Pommerska kavalleriregementet (1688-1715)
- Pommerska legionens kavallerikår
- Riksänkedrottningens livregemente till häst (1674–1720)
- Schwerins dragonregemente (1711-1715)[4]
- Skåne-Bohusläns dragonregemente (1670–1675)
- Skånska dragonregementet
- Skånska husarregementet
- Skånska linjedragonregementet (1801–1807)
- Skånska ståndsdragonregementet (1700–1721)
- Skånska tremänningskavalleriregementet
- Smålands kavalleriregemente (1684–1801)
- Smålands dragonregemente (1801–1822)
- Smålands husarregemente
- Svenska adelsfanan
- Svenska husarregementet (1758–1762)
- Svenska husarskyttekåren
- Södra skånska kavalleriregementet
- Taubes dragonregemente (1703/04-1709)[2]1
- Tyska dragonregementet (1716-1719)
- Upplands femmänningsregemente till häst (1703-1721)[5]
- Upplands ryttare (1634–1667)
- Upplands ståndsdragonregemente (1700-1721)
- Upplands tremänningsregemente till häst (1700-1719)[3]
- Upplands tre- och femmänningsregemente till häst
- Verdiska dragonregementet (1702-1715)[2]1
- Viborgs läns fördubblingskavalleriregemente (1700-1709)
- Viborgs läns kavalleriregemente (1632–1724)
- Wismarska dragonregementet (1710-1716)
- Västgöta regemente till häst (1628–1655)
- Västgöta kavalleriregemente (1655–1802)
- Västgöta linjedragonregemente (1802–1806)
- Västgöta dragonregemente (1806–1811)
- Västgöta ståndsdragonregemente (1703-1714)
- Västgöta tre- och femmänningsregemente till häst (1700-1721)
- Zelowska kosackkåren
- Åbo läns fördubblingsregemente till häst (1701-1709)
- Åbo, Nylands och Viborgs tremänningsregemente till häst (1700-1709)
- Åbo och Björneborgs läns kavalleriregemente (1632–1721)
- Öselsk lantdragonskvadron (1700-1709)
- Östgöta kavalleriregemente (1634–1791)